# 哈馬爾達坂山脈

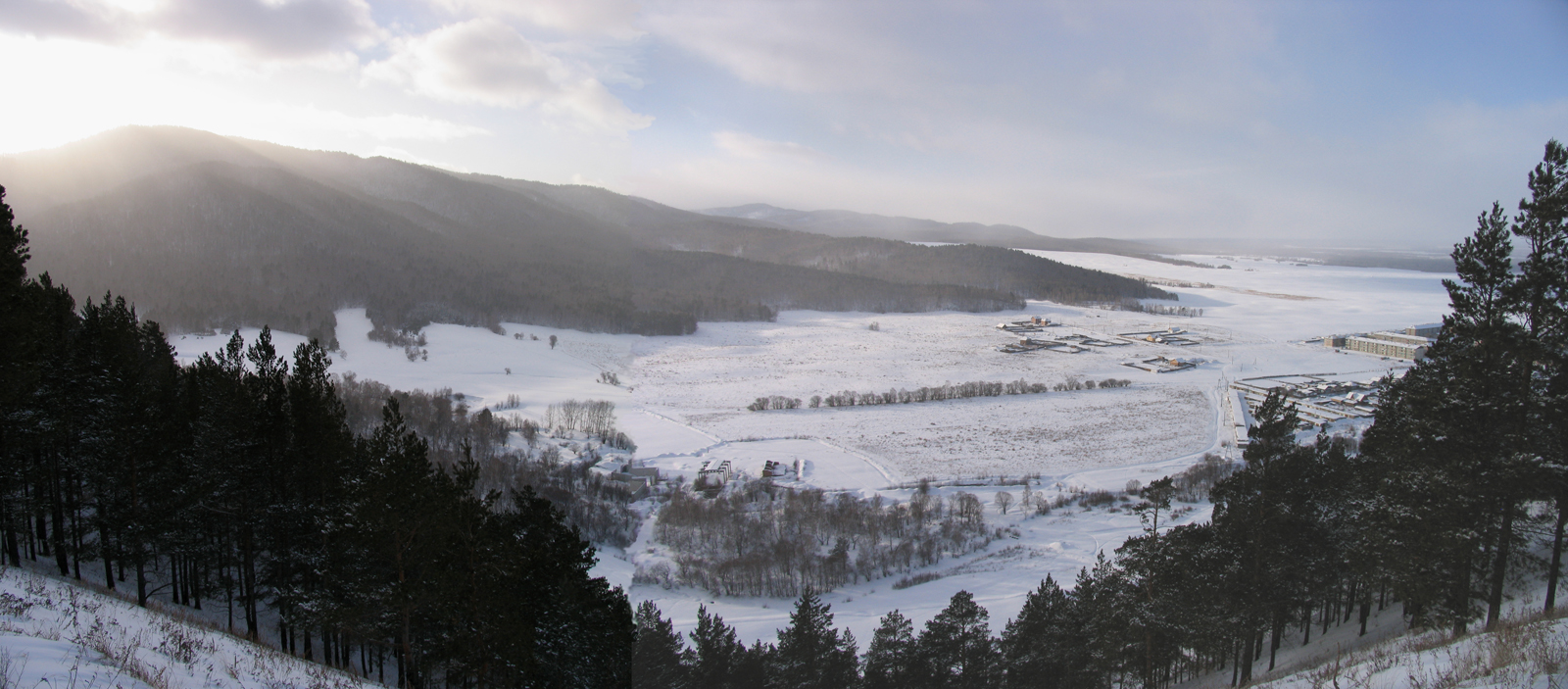

哈馬爾達坂山脈是俄羅斯的山脈，位於伊爾庫茨克州和布里亞特共和國，是薩彥嶺東面的延伸，毗鄰貝加爾山脈，該山脈長420公里、寬65公里，最高點海拔高度2,396米。
51°17′10″N 104°19′31″E / 51.28611°N 104.32528°E